# البرودة (المضاربة والعارة)

تعديل مصدري - تعديل

البرودة هي إحدى قرى عزلة العارة بمديرية المضاربة والعارة التابعة لمحافظة لحج، بلغ تعداد سكانها 372 نسمة حسب تعداد اليمن لعام 2004.